# Ащылысай
Ащылысай (каз. Ащылысай, до 2009 года — Григорьевка) — село в Каргалинском районе Актюбинской области Казахстана. Административный центр Ащилисайского сельского округа. Код КАТО — 154033100.

## Население
В 1999 году население села составляло 1102 человека (531 мужчина и 571 женщина). По данным переписи 2009 года, в селе проживал 931 человек (460 мужчин и 471 женщина).